# Raionul Novîi Buh, Mîkolaiiv
Novîi Buh (în ucraineană Новобузький район, transliterat: Novobuzkîi raion) este un raion în regiunea Mîkolaiiv, Ucraina. Reședința sa este orașul Novîi Buh.

## Demografie
Componența lingvistică a raionului Novîi Buh
     Ucraineană (94,03%)
     Rusă (4,42%)
     Alte limbi (1,19%)
Conform recensământului din 2001, majoritatea populației raionului Novîi Buh era vorbitoare de ucraineană (94,03%), existând în minoritate și vorbitori de rusă (4,42%).